# Pedro Caba
Pedro Caba Landa (Arroyo de la Luz, 2 de diciembre de 1900 – Madrid, 23 de octubre de 1992) fue un filósofo, ensayista, novelista y poeta español.

## Vida
Hijo de padre extremeño y madre vasca, nació el 2 de diciembre de 1900 en Arroyo de la Luz, provincia de Cáceres, donde su padre, teniente coronel del ejército, trabajó como veterinario. Cursó bachillerato como alumno libre en el instituto de Segunda Enseñanza de Cáceres. Tras la temprana muerte de sus padres viaja a Madrid con su hermano mayor, Carlos Caba Landa. Allí comenzó los estudios de Filosofía y Letras y Ciencias Naturales, que tuvo que compaginar con diversos oficios para poder subsistir. A los veinte años publica, en autoría compartida con su hermano Carlos el ensayo filosófico Las ideologías del siglo, perdido en la actualidad.
En Madrid descubre a José Ortega y Gasset, Manuel García Morente y Julián Besteiro. Acude a las tertulias de los hermanos Manuel Machado y Antonio Machado y traba amistad con Ramón Pérez de Ayala y Federico García Lorca, quien le llama «el sabio inocente». En 1925 se casa con Ángela Martín, de cuyo matrimonio nacen Raquel Caba, Pedro Caba que sería médico, Rubén Caba, que es escritor como su padre.
En 1930 escribe en colaboración con su hermano Carlos el ensayo sobre el alma andaluza y la música jonda Andalucía, su comunismo y su cante jondo, editado en 1933 por la Biblioteca Atlántico. En 1934 escribe su primera novela, Las Galgas, que obtuvo el premio Gabriel Miró tras publicarse en la editorial Juventud.
El 25 de julio de 1936, cuando se encontraba de vacaciones en Arroyo de la Luz, fue detenido en la ermita de la localidad donde descansaba con sus hijos bajo la acusación de profesar ideas socialistas, portar armas de fuego y ocupar la presidencia honorífica de la Casa del pueblo de Arroyo de la Luz. Durante su estancia en prisión escribió el poemario Jinete del silencio, que no fue publicado hasta 1975. Poco antes de acabar la guerra civil es liberado y destinado a un puesto de funcionario postergado en Valencia. En Valencia desarrolló una intensa vida cultural —artículos, conferencias, fundación de la revista Humano, publicación de la novela Lázara la profetisa y varios ensayos filosóficos— al margen de las instituciones oficiales. Allí, en el Café El Gato Negro, mantuvo una tertulia literaria a la que asistían Ricardo Blasco, Jorge Campos, José Luis Hidalgo, Angelina Gatell, Alejandro y Vicente Gaos, y José Hierro, entre otros. En 1953 es trasladado a Madrid, y poco después, represaliado por su libro de 1933 Andalucía, su comunismo y su cante jondo, es confinado en Zaragoza, donde se le prohibió toda actividad pública durante dos años.
En 1959 es invitado por la Sociedad Antropológica de Buenos Aires para dar una serie de cursos y conferencias. Al regresar a España, lo trasladaron a Sevilla, donde se jubiló en 1962. Residió en Madrid y en la localidad avilesa de La Cañada el resto de su vida. En 1988 la Real Academia Extremeña de las Letras y las Artes lo eligió por unanimidad académico de honor. Falleció en Madrid el 23 de octubre de 1992, y descansa en Arroyo de la luz tras una lápida con uno de sus versos: «Flotante en el río, / viaja la rosa de mi pensamiento».
En octubre de 2008 se puso en marcha, gracias al apoyo del Ayuntamiento de Arroyo de la Luz, el Centro de Documentación Hermanos Caba, destinado a la recopilación y al estudio de la obra de los dos hermanos.

## Obra
Su extensa obra literaria y filosófica incluye más de veinte libros —ensayos filosóficos, novelas, obras de teatro y un poemario— y numerosos artículos en revistas especializadas.Dejando aparte sus primeros trabajos en colaboración con su hermano Carlos, sus primeras incursiones en la literatura son de carácter narrativo, pero esta orientación cambia muy pronto para dirigirse hacia el ensayo cultural, la filosofía y los estudios antropológicos. En una primera etapa levanta la arquitectura de su filosofía sobre la dualidad entre lo lógico y lo mágico en el pensamiento humano. Según Caba, la razón es incapaz de aprehender la totalidad de lo existente. Para llegar a lo singular es precisó utilizar un pensamiento no racional, sino mágico El pensamiento mágico es complemento del pensamiento lógico. Esta dualidad se traduce en la idea de que a la bisexualidad biológica le corresponde otra de naturaleza espiritual, que afecta a toda creación del individuo. En una segunda etapa pone de relieve el decisivo papel de la categoría de presencia en la fundamentación de la ontología. La categoría de «presencia», o la aptitud del ser humano para captar esencias, permite al espíritu experimentar el pasado y el futuro como «presentes».
Algunos trabajos donde reflexionó sobre la masculinidad y la feminidad fueron criticados por Oliver Brachfeld (Los complejos de inferioridad de la mujer, 1949), quien destacó que, a pesar de considerarlo un autor «tan dinámico como profundo», sólo una falta de formación sociológica podría explicar que Caba atribuyera de forma universal a las mujeres rasgos propios de su condición de población marginada.

### Ensayo
- Las ideologías del siglo. Ensayo. Cáceres: 1920. En colaboración con Carlos Caba Landa
- Andalucía, su comunismo y su cante jondo. Ensayo. Musicología. 1ª edición: Madrid: Ed. Atlántico, 1933. 2ª edición: Universidad de Cádiz, 1988. 3ª edición con el título Andalucía, su comunismo libertario y su cante jondo (prólogo y epílogo de Rubén Caba): Sevilla: Editorial Renacimiento, 2008. ISBN 978-84-8472-348-6. En colaboración con Carlos Caba Landa
- Sobre el concepto de autoridad. Ensayo. Valencia: Ed. Universitaria, 1949
- Eugenio Noel, Biografía, Valencia: Ed. América, 1949
- ¿Qué es el hombre? Ensayo. Valencia: Ed. Moderna, 1949
- Los sexos, el amor y la historia, 2 Vols. Ensayo. Barcelona: Ed. Selecciones Literarias y Científicas, 1947–1950
- Misterio en el hombre: introducción a la antroposofía. Ensayo. Madrid: Ed Colenda, 1950
- Europa de apaga: la psicología de la historia y la interpretación de nuestro tiempo. Ensayo. Madrid: Ed. Colenda, 1950
- El hombre romántico. Ensayo. Madrid: Ed Colenda, 1952
- Sobre la vida y la muerte. Opúsculo. Melilla: Mirto y Laurel, 1953
- Misterio en el hombre, Ensayo. Madrid: Ed Colenda, 1952
- La ciencia física y el futuro del hombre europeo. Ensayo. Madrid: Ed Colenda, 1954
- Hambre y amor. Un aspecto del amor humano. Ensayo. Ed Colenda: Madrid, 1955
- Metafísica de los sexos humanos. Ensayo. Madrid: Índice, 1956
- La presencia como fundamento de la ontología, Vol. I Ensayo. Madrid: Edición del autor 1956
- Biografía del hombre. Ensayo. Madrid: Editora Nacional, 1967
- La filosofía del libro. Biología, biografía y muerte del libro. Ensayo. Madrid: Edición del autor 1957. 2ª edición, Mérida: Editora Regional de Extremadura, 2001
- Filosofía de la presencia humana. Ensayo. México: Ed. Herrero, 1960
- Algunos rasgos del hombre extremeño. Ensayo. Badajoz: Servicios Culturales de la Diputación, 1960
- La izquierda y la derecha en el hombre y en la cultura. Ensayo. Madrid: Ed. Marova, 1978.

### Novela
- La maternidad en intersexuales. Madrid: Edición del autor, 1975
- Las Galgas. Novela, Premio «Gabriel Miró». Barcelona: Ed. Juventud, 1934. 2ª Edición: Mérida: Ed. Editora Regional de Extremadura, 1989
- Tierra y mujer, o Lazara la profetisa, Barcelona: Ed. Selecciones Literarias y Científicas, 1945. 2ª edición: Cáceres: Edición, introducción y notas de Antonio Viudas Camarasa,Real Academia de Artes y Letras de Extremadura, 1993

### Teatro
- El sendero dormido. Cáceres: Ed. Revista Alcántara. Número 25. Seminario de Estudios Cacereños, 1992. Edición póstuma.
- Mario Bazán, humorista. Cáceres: Ed. Revista Alcántara. Número 26. Seminario de Estudios Cacereños, 1992. Edición póstuma.

### Poesía
- Jinetes del silencio. Madrid: Edición del autor, 1975